# Edward Haggis
Edward Haggis (Edward Hopwood „Ted“ Haggis; * 9. Juni 1924 in London, Ontario; † 23. Januar 2017 ebd.) war ein kanadischer Sprinter.
Bei den Olympischen Spielen 1948 in London wurde er Fünfter in der 4-mal-100-Meter-Staffel. Über 100 und 200 Meter erreichte er jeweils das Viertelfinale.
1950 wurde er Kanadischer Meister über 100 und 220 Yards.
Sein Sohn Paul Haggis wurde als Filmregisseur bekannt.

## Persönliche Bestzeiten
- 100 yds: 9,6 s, 22. Juni 1950, London
- 100 m: 10,5 s, 27. Juni 1948, London
- 220 yds auf einer Geraden: 20,8 s, 3. September 1949, Toronto (entspricht 21,2 s über 200 m)